# Literatura dla dzieci i młodzieży
Literatura dla dzieci i młodzieży – literatura piękna tworzona z myślą o dzieciach i młodzieży i przez nią czytana.
Literatura taka charakteryzuje się pewnymi cechami, które odróżniają ją od literatury dla dorosłych czytelników. Chodzi tu przede wszystkim o taki dobór zawartości i formy, który odpowiadałby potrzebom i gustom młodszych odbiorców. Twórcy literatury dla dzieci i młodzieży zwykle zwracają uwagę na to, by ich dzieła miały walory wychowawcze i edukacyjne.
Niektórzy badacze rozróżniają terminy „literatura dla dzieci” i „literatura dziecięca”, traktując tę drugą kategorię jako zawierającą utwory bardziej zaawansowane i wartościowe.

## Wartości
Literatura dla dzieci i młodzieży może pełnić funkcję:
- wychowawczą[3] – konflikty między głównymi bohaterami opierają się na wyraźnie zarysowanym przeciwstawieniu działań pożądanych, czyli „pozytywnych” i niepożądanych, czyli „negatywnych”; celem takiego ujęcia jest wyrobienie u młodego czytelnika zdolności rozróżniania dobra i zła; w literaturze dla dzieci i młodzieży dobro niemal bez wyjątku zwycięża, natomiast zło zostaje pokonane;
- edukacyjną[4] – w fabułę wplata się informacje dotyczące świata, np. informacje geograficzne, historyczne czy etnograficzne (np. informacje dotyczące plemion indiańskich w powieściach Alfreda Szklarskiego).

Utwory dla dzieci i młodzieży w różnym stopniu je realizują. Powstaje także pewna grupa utworów, których przeznaczeniem jest niemal wyłącznie rozrywka i które nie wykazują walorów edukacyjnych ani wychowawczych.

## Początki
Początki literatury pisanej z myślą o młodych czytelnikach sięgają XVIII wieku. Wcześniej taka literatura nie istniała, a młodzież czytała te same książki co dorośli. Rodzice i opiekunowie nadzorowali wybór ich lektur. Nawet baśnie i bajki pisano dla dorosłych.
Choć wcześniej nie powstawały książki pisane wyłącznie dla dzieci i młodzieży, dość często teksty „dla dorosłych” opracowywano w taki sposób, aby mogły być czytane również przez najmłodszych czytelników. Opracowanie takie polegało np. na skróceniu podstawowego tekstu, usunięciu opisów spowalniających atrakcyjną akcję, usunięciu elementów uznanych za „niepedagogiczne”, czyli np. związanych ze sferą seksualną. Zmiany mogły polegać też na takim ukształtowaniu dzieła, które uwypuklałoby elementy wychowawcze (np. podkreślenie patriotyzmu, odwagi i innych cech, których wyrobienie u młodych czytelników uznawano za pożądane).
Warto przy tym zwrócić uwagę na sposób funkcjonowania literatury dla dzieci i młodzieży, ponieważ bardzo wiele tekstów, uznawanych dziś za młodzieżowe (i rzeczywiście z upodobaniem czytane przez młodzież), w przeszłości mogło być adresowanych do czytelników dorosłych i dopiero później zostały one „zaadaptowane” i zaakceptowane, także w świadomości powszechnej, przez dzieci i młodzież. Dobrym przykładem może być tu np. twórczość Juliusza Verne’a. Wiele z jego powieści pisanych było w zamyśle jako teksty „dla dorosłych”. Utwory propagowały odkrycia naukowe, geograficzne itp., jednak ze względu na atrakcyjną formę dość szybko zyskały akceptację młodszych czytelników.

## XVII wiek

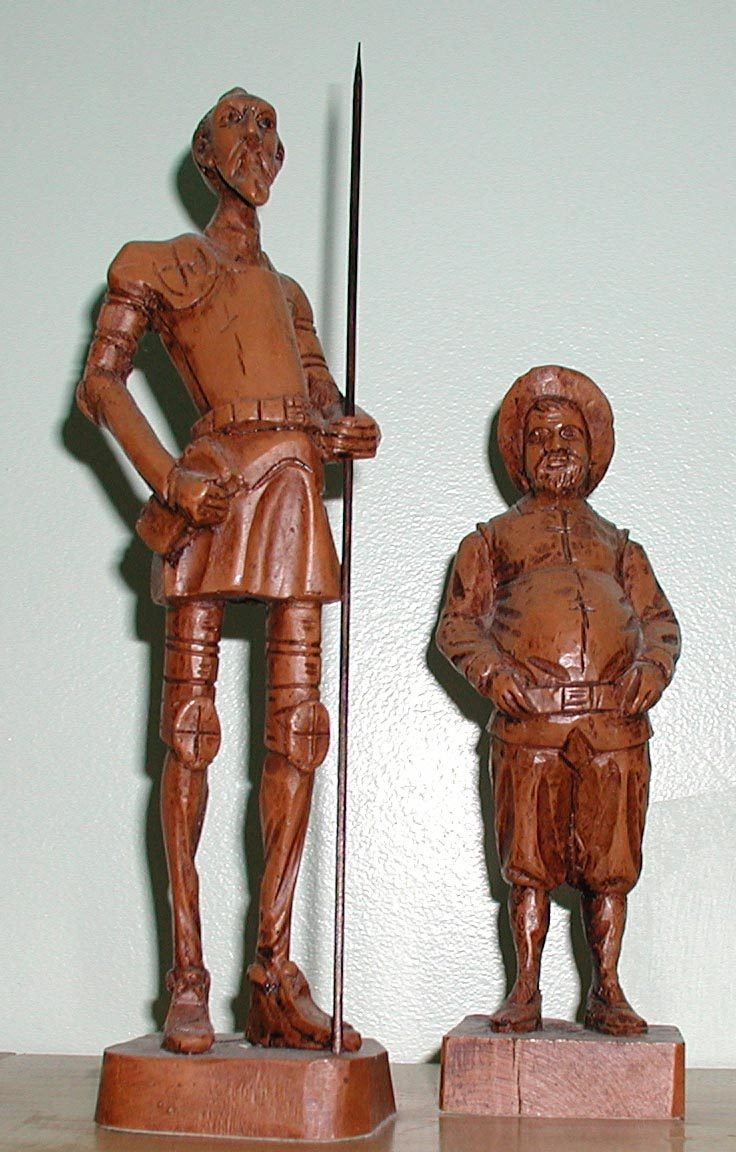
Don Kichot i Sancho Pansa

Jedną z pierwszych powieści, która przypadła do gustu młodym czytelnikom, można uznać Don Kichota (wyd. 1605 i 1615) hiszpańskiego pisarza Miguela Cervantesa. Powieść przedstawia tytułowego Don Kichota jako błędnego rycerza, który przeżywa mnóstwo przygód. W podróży towarzyszy mu Sancho Pansa, wierny giermek, uosobienie zdrowego rozsądku, przemyślności i sprytu. Powieść stała się podstawą licznych adaptacji scenicznych oraz filmowych. Na motywach powieści powstało także kilka filmów animowanych, adresowanych bezpośrednio do dzieci. Na język polski powieść ta została przetłumaczona w 1786 roku.
Spośród polskich publikacji wydanych w XVII stuleciu z myślą o młodym pokoleniu na uwagę zasługuje Artes Dobromilenses. Nauka dobromilska w Dobromilu, przypisywana Janowi Szczęsnemu Herburtowi. Przez długi czas uznawana za najstarszą rodzimą książkę dla dzieci. Jej pierwsze wydanie ukazało się w 1613 roku.

### Literatura francuska
Ogromną popularnością cieszyły się bajki francuskich pisarzy. Bajki (wyd. 1668–1694) Jeana de La Fontaine’a, wzorowane na dziełach Ezopa, zawierają m.in. takie znane pozycje jak: Kruk i lis, Lis i winogrona oraz Konik polny i mrówka. Pisane z myślą o dorosłym czytelniku znalazły odbiorców wśród dzieci. W Polsce stały się bardzo popularne od wydania w 1699 roku.
Wraz z falą mody na ludową bajkę fantastyczną, w 1697 roku ukazał się zbiorek Charles’a Perraulta zatytułowany Historie i baśnie dawnych czasów z pouczeniami moralnymi, od ilustracji na stronie tytułowej znany później jako Opowieści Babci Gąski (lub: Bajki Babci Gąski). Napisane specjalnie dla dzieci bajki Perraulta stały się wkrótce znane w całej Europie. Tomik zawierał 8 opowieści: Mały Czerwony Kapturek, Kot w butach, Kopciuszek, Śpiąca królewna, Sinobrody, Wróżki, Knyps z czubkiem, Paluszek.
Poczytną pozycją była także powieść edukacyjna z kluczem Historia Telemaka (lub: Przypadki Telemaka) (wyd. 1697) François Fénelona, która była streszczeniem IV księgi Odysei Homera. Fénelon napisał ją dla Ludwika, księcia Burgundii, wnuka Ludwika XIV, gdy był jego wychowawcą. Na polski została przetłumaczona dwa razy, najpierw wierszem w 1726 roku przez Jana Jabłonowskiego, a w 1750 roku już jako pełny przekład, prozą.

## XVIII wiek

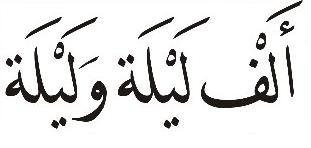
Oryginalny zapis tytułu „Księgi tysiąca i jednej nocy”

Na początku XVIII w. ukazało się francuskie tłumaczenie Księgi tysiąca i jednej nocy (wyd. 1704–1717), które od razu zdobyło popularność wśród najmłodszych czytelników dzięki takim opowiadaniom jak: Cudowna lampa Aladyna, Alibaba i 40 rozbójników, Sindbad Żeglarz, Szeherezada. Na język polski wybrane fragmenty dzieła zostały przetłumaczone w 12 tomach.
Mimo rozpowszechnionych w ówczesnej pedagogice poglądów o negatywnym wpływie fantastyki na rozwój dzieci, bajki wschodnie, popularne w Polsce ze względu na zakorzenioną od wieków ogólną modę na orientalizm, napisane dla dorosłych, zalecane były jako lektura dla uczniów. Z tego też względu stosunkowo późno dołączano do wyborów tekstów dydaktycznych bajki fantastyczne: pierwszy raz bajka o królewnie Śnieżce znalazła się w zbiorze Komedii i tragedii Urszuli Radziwiłłowej opublikowanym w 1754 roku.
Dwaj angielscy pisarze zyskali rozgłos wśród młodzieży dzięki powieściom przygodowym. Daniel Defoe powieścią Przypadki Robinsona Crusoe (wyd. 1719), i Jonathan Swift powieścią Podróże Guliwera (wyd. 1726). Pierwsza z nich została przetłumaczona na polski w 1769, a druga w 1784 roku. Robinson, napisany dla dorosłych, stał się obiektem zainteresowania młodzieży, dając tym samym początek odrębnego nurtu powieści młodzieżowych, tzw. robinsonady. Do najgłośniejszych książek tego nurtu należał utwór niemieckiego pedagoga Joachima H. Campe, Nowy Robinson, z 1779 roku. Książka ta, przetłumaczona na wszystkie języki europejskie, cieszyła się niesłabnącym powodzeniem do połowy XIX wieku. Równie poczytna była też jego Biblioteczka dziecinna, będąca zbiorem nie tylko opowiadań, ale i gier towarzyskich. Tomiki powstawały dzięki ścisłej współpracy z dziećmi, autor wielokrotnie zasięgał ich rady.

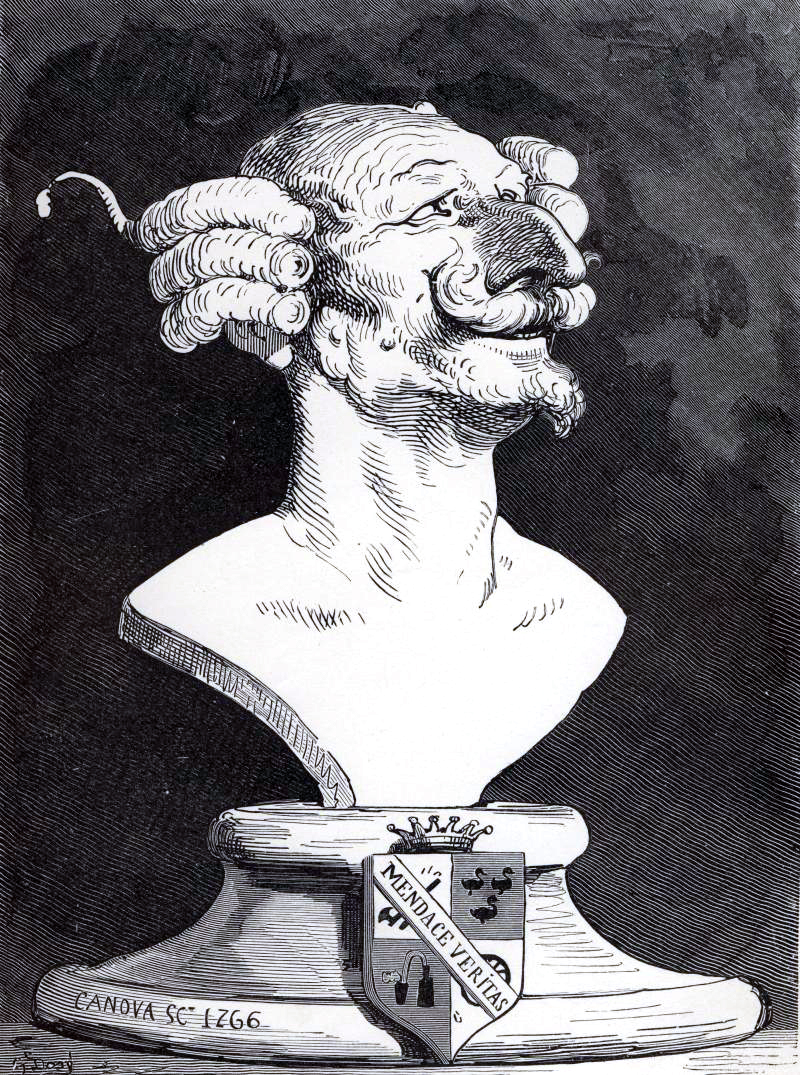
Baron Münchhausen

W latach 1750–1770 francuska pisarka i pedagog Jeanne-Marie Leprince de Beaumont wydawała Le Magasin des enfants (Magazyn dla dzieci lub: Magazyn dziecinny). Opublikowano 40 wielokrotnie wznawianych numerów, a w jednym z nich ukazała się bajka Piękna i bestia (wyd. 1757), która zyskała międzynarodowe uznanie. Fragmenty utworów pani Bony, jak nazywano francuską pisarkę, w Polsce ukazały się w 1879 roku pod tytułem Czarodziejskie baśnie. Z czasem były one mocno krytykowane, przy czym zarzucano im nadmierny dydaktyzm. Opowieść o Pięknej i Bestii ukazała się (razem z bajką o wróżce i trzech życzeniach) w 1785 roku w Polskiej książce do czytania Daniela Vogla.
Kamieniem milowym w rozwoju literatury dziecięcej była działalność Johna Newbery’ego, nazywanego pierwszym prawdziwym wydawcą książek dla dzieci. Pozyskał on do współpracy wybitnych literatów, m.in. T.G. Goldsmitha, O. Smolletta czy S. Johnsona. Wydawał pierwszy periodyk miesięczny dla dzieci The Lillipution Magazine, który zadebiutował w 1751 roku. Potomek księgarzy sam założył księgarnię z dostępem do półek dla dzieci.
Niemiecki pisarz Rudolf Erich Raspe w 1785 wydał Przygody barona Münchhausena.

### Powieść przygodowa
W 1787 ukazała się powieść idylliczno-sentymentalna Paweł i Wirginia, napisana przez francuskiego pisarza Bernardina de Saint-Pierre’a. Opisywała ona miłość dwojga młodych ludzi z egzotycznym Mauritiusem w tle. Dość szybko stała się popularna w całej Europie, rychło też przetłumaczono ją na wiele języków. W Polsce została po raz pierwszy wydana w 1793 roku pod zmienionym tytułem Paweł i Maria.

## XIX wiek

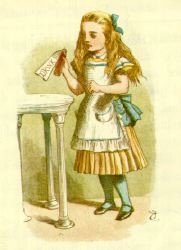
Alicja, bohaterka Alicji w krainie czarów.

Z początkiem XIX w. pojawili się pisarze, którzy zaczęli kierować swe utwory do młodych czytelników. Rosyjski pisarz Iwan Andiejewicz Kryłow w latach 1809–1843 wydał ponad 200 bajek w 9 tomach. Niemcy, bracia Jakob i Wilhelm Grimm, opublikowali w latach 1812–1815 Bajki dla dzieci, zbiór około 200 bajek, wśród których były: Jaś i Małgosia, Królewna Śnieżka i siedmiu krasnoludków i Zaczarowana fasola. W 1819 angielski pisarz Walter Scott napisał historyczną powieść Ivanhoe. Na język polski została przetłumaczona w 1921 roku.
Sławą cieszyły się baśnie Duńczyka Hansa Christiana Andersena, powstające na przestrzeni lat 1835–1872. Wśród nich były: Brzydkie kaczątko, Królowa śniegu, Calineczka, Dziewczynka z zapałkami, Słowik, Nowe szaty cesarza, Mała Syrenka, Księżniczka na ziarnku grochu, Świniopas, Stokrotka, Imbryk, Stara latarnia. Mimo iż obecnie należą do kanonu literatury dziecięcej, pisane były z myślą o dojrzałym czytelniku. Ich pierwsze polskie tłumaczenia były zamieszczane w czasopismach dla dorosłych. Bajki te, tkwiące korzeniami w opowieściach ludowych, są oryginalnym dziełem Andersena. Atmosfera baśniowości, niezwykłości, oryginalne pomysły, a także walory wychowawcze sprawiły, iż baśnie Andersena zostały zaakceptowane przez dzieci, stając się także symbolami kultury popularnej. Nadal są wydawane, zaś poszczególne opowieści stały się podstawą adaptacji filmowych, scenicznych i radiowych.
W 1826 roku amerykański pisarz James Fenimore Cooper wydał Ostatniego Mohikanina. Powieść ta, wchodząca w skład tzw. Pięcioksięgu przygód Sokolego Oka, zdobyła międzynarodową popularność i ze względu na barwne przygody głównych bohaterów oraz sugestywne opisy stała się później wzorcem przygodowej powieści indiańskiej. Tematyka indiańska w późniejszych latach była  przez pisarzy adresujących swe dzieła do młodzieży. Wśród nich polskich twórców, m.in. Arkadego Fiedlera, Sat-Okha, Alfreda Szklarskiego, Nory Szczepańskiej czy Longina Jana Okonia.
W Anglii Charles Dickens opublikował kilka powieści i opowiadań dla młodzieży, m.in.: Klub Pickwicka (wyd. 1837–1838), Nicholasa Nickelby (wyd. 1838–1839), Opowieść wigilijną (wyd. 1843–1848) i Dawida Copperfielda (wyd. 1849–1950). Francuski pisarz Alexandre Dumas (ojciec) napisał kilka powieści historycznych, które zyskały popularność wśród młodych czytelników, m.in.: Hrabiego Monte Christo (wyd. 1844–1845), Trzech muszkieterów (wyd. 1844–1845) i Dwadzieścia lat później (wyd. 1845). W 1851 roku ukazała się powieść Hermana Melville’a Moby Dick.

W 1852 roku amerykańska pisarka Harriet Beecher Stowe wydała Chatę wuja Toma. W pierwszym roku rozeszła się w nakładzie 300.000 egzemplarzy.

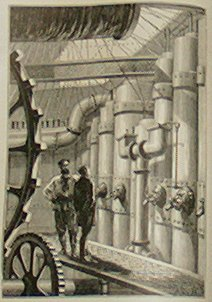
Ilustracja z 20000 mil podmorskiej żeglugi J. Verne’a.

Francuz Jules Verne napisał z myślą między innymi o młodych czytelnikach powieści podróżnicze, przygodowe i fantastyczno-naukowe, na przykład: Pięć tygodni w balonie (1863), Podróż do wnętrza Ziemi (1864), Dzieci kapitana Granta (1866), Dwadzieścia tysięcy mil podmorskiej żeglugi (1869), Tajemniczą wyspę (1874), W 80 dni dookoła świata (1873) i Dwa lata wakacji (1888).
W 1865 roku angielski matematyk Lewis Carroll opublikował Alicję w Krainie Czarów, która odniosła spory sukces, co zachęciło autora do napisania w kilka lat później drugiej części zatytułowanej Po drugiej stronie lustra (wyd. 1871). Książki cieszą się nadal powodzeniem, zostały przetłumaczone na języki obce, a Alicja stała się ulubioną bohaterką dzieci, także dzięki adaptacjom filmowym i teatralnym obu książek.
Amerykanin Mark Twain także stworzył dla młodzieży kilka powieści: Przygody Tomka Sawyera (wyd. 1876), Książę i żebrak (wyd. 1881), Amerykanin na dworze króla Artura (wyd. 1881) i Przygody Hucka (wyd. 1884). W 1880 roku ukazała się powieść Ben Hur amerykańskiego pisarza Lewisa Wallace’a. Stała się jednym z wczesnych bestsellerów wydawniczych o tematyce historycznej. W 1881 roku włoski pisarz Carlo Collodi wydał swoją najsłynniejszą bajkę – Pinokio. Anglik Robert Louis Stevenson był autorem kilku powieści przygodowych dla młodzieży, wśród których są: Wyspa skarbów (wyd. 1883), Porwany za młodu (wyd. 1886), i Dziwna historia dra Jekylla i Mra Hyde’a (wyd. 1886).
W 1886 roku ukazała się powieść amerykańskiej pisarki Frances Hodgson Burnett – Mały lord. Tego samego roku włoski autor Edmondo de Amicis wydał Serce. W 1893 roku opublikowano pierwszą część Winnetou z serii książek o życiu amerykańskich Indian niemieckiego pisarza Karola Maya. Od 1910 roku, kiedy została przetłumaczona na polski, cieszyła się ogromną popularnością wśród młodzieży. W 1894 roku ukazała się Księga dżungli angielskiego pisarza Rudyarda Kiplinga, a rok później Druga księga dżungli tego samego autora.
Polak Henryk Sienkiewicz zyskał międzynarodową sławę dzięki Quo vadis (wyd. 1896), książce, dzięki której w 1905 roku otrzymał nagrodę Nobla. W wielu krajach powieść ta jest zaliczana do literatury dla młodzieży. W 1897 angielski pisarz Herbert George Wells wydał Niewidzialnego człowieka.

## XX i XXI wiek

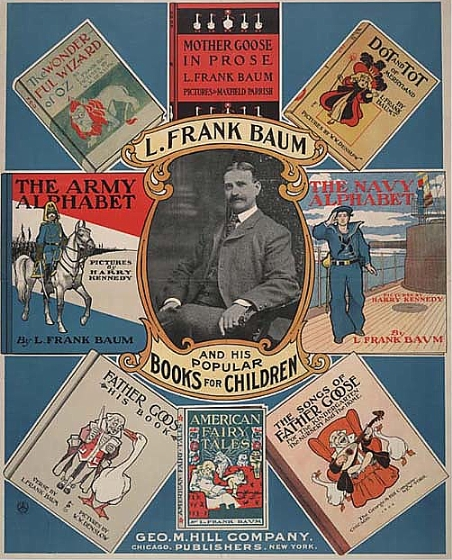
Promocyjny plakat „Popular Books For Children” („Popularne książki dla dzieci”) Bauma, 1901.

W 1900 roku w Stanach Zjednoczonych ukazał się Czarnoksiężnik z Oz Lymana Franka Bauma. Sporą popularnością cieszyły się powieści przygodowe włoskiego pisarza Emilio Salgariego: Tygrys z Mompracem (wyd. 1901) i Góra światła (wyd. 1904). W 1901 roku ukazała się powieść Pięcioro dzieci i coś angielskiej pisarki Edith Nesbit, a trzy lata później Feniks i latający dywan tej samej autorki. Największą popularnością na początku wieku cieszyły się powieści z Dalekiej Północy amerykańskiego pisarza Jacka Londona: Zew krwi (wyd. 1903) i Biały Kieł (wyd. 1906). W Anglii w 1904 roku ukazał się Piotruś Pan szkockiego pisarza Jamesa Matthew Barrie, a w 1906 roku w Szwecji Cudowna podróż Selmy Lagerlöf. Nadal pisała dla młodych czytelników Frances Hodgson Burnett: w 1905 roku wyszła Mała księżniczka, a w 1911 – Tajemniczy ogród.
W 1908 roku zadebiutowała powieść dla dziewcząt kanadyjskiej pisarki Lucy Maud Montgomery Ania z Zielonego Wzgórza. Autorka miała trudności z jej wydaniem – trzech wydawców odrzuciło rękopis jako bezwartościowy. Wreszcie jeden z amerykańskich wydawców nabył go za 500 dolarów. Książka wbrew opiniom specjalistów okazała się sukcesem. Tysiące czytelników domagało się dalszych losów tytułowej bohaterki. Rok później ukazała się Ania z Avonlea. Aż do 1936 roku wychodziły dalsze części historii o Ani Shirley.
W 1910 roku na rynkach księgarskich pojawiła się powieść dla młodzieży Chłopcy z Placu Broni węgierskiego pisarza Ferenca Molnára. Historia przyjaźni młodych chłopców, którzy w imię ideałów gotowi są poświęcić wszystko szybko zdobyła dużą popularność, stając się podstawą adaptacji scenicznych i filmowych. Powieść, przełożona języki europejskie, weszła do kanonu literatury młodzieżowej.
W 1911 roku amerykański pisarz Edgar Rice Burroughs wydał powieść Tarzan wśród małp. Niemiecki autor Waldemar Bonsels w 1912 roku napisał Pszczółkę Maję.

### Lata po I wojnie światowej
W 1920 roku opublikowany został Doktor Dolittle amerykańskiego autora Hugh Loftinga. W 1923 roku ukazał się Król Maciuś Pierwszy polskiego pedagoga i lekarza Janusza Korczaka. Książka odniosła spory sukces wydawniczy i została przetłumaczona na inne języki. W 1926 roku wydano jedną z najbardziej znanych  książek dla dzieci, Kubuś Puchatek, angielskiego pisarza A.A. Milne’a, a w dwa lata później Chatkę Puchatka tego samego autora.
W 1929 roku ukazała się powieść detektywistyczna Emil i detektywi niemieckiego pisarza Ericha Kästnera. W 1934 roku powstała powieść Mary Poppins angielskiej autorki Pameli Lindon Travers. W 1936 roku odbyła się w Moskwie premiera teatralna Piotrusia i wilka rosyjskiego kompozytora Siergieja Prokofjewa. Artysta został autorem tekstu, który jest wydawany także w postaci książeczki.

### Lata po II wojnie światowej
W 1945 roku w Finlandii Tove Jansson wydała W dolinie Muminków. W 1943 roku francuski pisarz Antoine de Saint-Exupéry opublikował Małego Księcia, arcydzieło literatury światowej, w 1945 roku szwedzka pisarka Astrid Lindgren – Pippi Pończoszankę i Dzieci z Bullerbyn w 1947 roku. W 1951 roku amerykański autor Jerome David Salinger napisał powieść Buszujący w zbożu, która stała się symbolem buntu ówczesnej młodzieży. Na język polski została przetłumaczona w 1961 roku.
W 1956 roku pojawiła się książka 101 dalmatyńczyków pióra angielskiej pisarki Dodie Smith. W 1959 roku Francuzi René Goscinny i Albert Uderzo stworzyli postać Asteriksa. Goscinny, wspólnie z Jeanem-Jacques’em Sempé, był także autorem cyklu książek o Mikołajku.
Jedną z najpoczytniejszych na przełomie XX i XXI wieku serii książek dla dzieci i młodzieży, której bohaterem jest Harry Potter, stworzyła Angielka Joanne Kathleen Rowling.

## Literatura dla dzieci i młodzieży w Polsce
Jedną z pierwszych polskich pisarek, które zaczęły publikować z myślą o dzieciach i młodzieży, była Klementyna Hoffmanowa, twórczyni pierwszego polskiego czasopisma dziecięcego, noszącego tytuł „Rozrywki dla Dzieci”. Pismo ukazywało się w latach 1824–1828, a na jego łamach publikowano m.in. wiersze, bajki i opowiadania dla dzieci, mające głównie wydźwięk patriotyczny, a także wychowawczy. W późniejszym czasie Hoffmanowa pisywała także do „Dziennika dla Dzieci”, mającego profil głównie wychowawczy, w mniejszym stopniu edukacyjny. Hoffmanowa jest ponadto autorką kilku książeczek dla dzieci i młodzieży, m.in. Pamiątka po dobrej Matce przez młodą Polkę (z 1819), beletryzowany traktat umoralniający, pisany z myślą o dorastających dziewczętach. Fragmenty utworów Hoffmanowej włączano na przestrzeni XIX w., jak również w okresie międzywojennym, do dziecięcych czytanek i wypisów szkolnych.

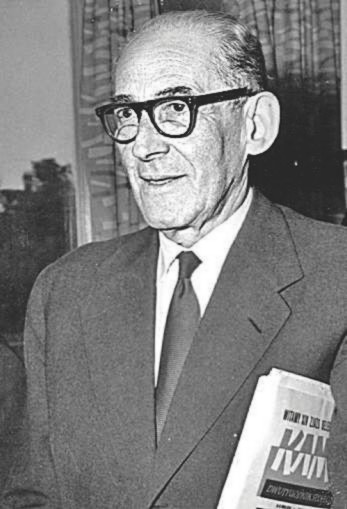
Jan Brzechwa

Autorem wielu wierszy, które weszły do klasyki literatury dziecięcej, jest Jan Brzechwa. Pierwszy tomik wierszy dla dzieci, zatytułowany Tańcowała igła z nitką, Brzechwa wydał w 1937 roku. Do dzisiaj dużą popularnością cieszą się takie jego utwory jak Pchła szachrajka, Leń, Kaczka dziwaczka czy trylogia przedstawiająca dzieje Pana Kleksa. Na podstawie książek o przygodach pana Kleksa powstały filmy fabularne w reżyserii Krzysztofa Gradowskiego. Jan Brzechwa napisał także wiele wierszowanych bajek, które zyskały ogromną popularność nie tylko wśród dzieci. Fragmenty niektórych utworów są powszechnie znane do dzisiaj, choć nie są one już kojarzone ze swoim autorem. Tak jest np. z szeroko znanymi wierszami, wykorzystującymi charakterystyczne dla języka polskiego połączenia spółgłoskowe W Szczebrzeszynie chrząszcz brzmi w trzcinie, czy Nie pieprz, Pietrze, pieprzem wieprza.
Do najbardziej znanych polskich pisarzy tworzących dla dzieci należy Edmund Niziurski. W powieściach Niziurskiego warstwa edukacyjna i wychowawcza ukryta jest za atrakcyjną, nienużącą młodego czytelnika fabułą. Nawet we wczesnych utworach, pisanych w czasie ograniczeń wynikających z wprowadzania realizmu socjalistycznego, Niziurski przeciwstawiał się schematom. Jego powieści mają dynamiczną, często sensacyjną akcję, wyróżniają się indywidualnym stylem narracji oraz humorem słownym i sytuacyjnym. Najbardziej znane spośród książek Niziurskiego to: Księga urwisów (1954), Sposób na Alcybiadesa (1964, książka została wpisana na Listę honorową im. H.Ch. Andersena), Niewiarygodne przygody Marka Piegusa, Klub włóczykijów, Naprzód, Wspaniali!, Adelo, zrozum mnie!! czy Awantura w Niekłaju. Niektóre z powieści Niziurskiego zostały zekranizowane (np. Niewiarygodne przygody Marka Piegusa oraz Sposób na Alcybiadesa).
Dużym uznaniem wśród młodych czytelników cieszą się książki Alfreda Szklarskiego. Jest on autorem popularnego cyklu podróżniczego, którego głównym bohaterem jest Tomek Wilmowski. W książkach, których akcja osadzona jest w realiach przełomu XIX i XX wieku, opisane są egzotyczne, łowieckie wyprawy Wilmowskiego, odbywane w towarzystwie grupy polskich emigrantów: prawego i szlachetnego ojca, tajemniczego Smugi oraz rubasznego i prostolinijnego bosmana Nowickiego. Perypetie służą tutaj zapoznaniu czytelnika z kulturą, przyrodą i historią rozmaitych krajów i miejsc, do których udaje się Tomek wraz ze swoimi przyjaciółmi.
Oryginalną pozycją w polskiej literaturze młodzieżowej jest napisana przez Szklarskiego wespół z żoną, Krystyną, trylogia Złoto Gór Czarnych. Jest to obszerna, rozbudowana opowieść o kilku pokoleniach Indian Dakotów, zawierająca znaczną ilość historycznych i etnograficznych informacji, związanych z życiem codziennym pierwotnych mieszkańców Ameryki Północnej. Rozbudowane opisy polowań, wierzeń, walk międzyplemiennych oraz wojny Indian z białymi zostały wplecione w barwną fabułę.
Istotne miejsce wśród artystów tworzących dla dzieci zajmuje Zbigniew Nienacki, autor cyklu popularnych powieści o Panu Samochodziku. Literaturę dla młodych dziewcząt uprawiała między innymi Krystyna Siesicka.
Wśród młodszych czytelników dużą popularność zdobyła książka Stanisława Pagaczewskiego, pt. Porwanie Baltazara Gąbki. Jest to powieść opowiadająca o przygodach Smoka Wawelskiego, który na prośbę księcia Kraka wyrusza w misję ratunkową do Krainy Deszczowców. Ich celem jest uwolnienie profesora Baltazara Gąbki, którego uwięził Największy Deszczowiec, pragnący wykorzystać badania profesora do własnych celów. Książka, napisana z dużym poczuciem humoru i oryginalnie przetwarzająca tradycyjne motywy (książę Krak, Smok wawelski) zdobyła popularność wśród młodych czytelników. Efektem tego było powstanie w latach 1969–1970 trzynastoodcinkowego serialu animowanego. Sukces pierwszej książki i jej ekranizacji skłonił autora do napisania dalszego ciągu przygód profesora Gąbki: były to powieści Misja profesora Gąbki (1975) oraz Profesor Gąbka i latające talerze.
Inni polscy autorzy literatury dziecięcej i młodzieżowej XX wieku to m.in.: Adam Bahdaj, Arkady Fiedler, Hanna Januszewska, Janusz Korczak, Maria Kownacka, Tadeusz Kraszewski, Kornel Makuszyński, Janusz Meissner, Bolesław Mrówczyński, Małgorzata Musierowicz, Hanna Ożogowska, Janina Porazińska, Sat-Okh.

### Rozwój polskich wydawnictw dziecięcych
Do 1830 roku wydawaniem książek dla dzieci zajmowali się przede wszystkim Kornowie we Wrocławiu. W swojej ofercie nie mieli jednak zbyt wiele tytułów przeznaczonych dla najmłodszych czytelników. Większość wydawanych przez Kornów publikacji stanowiły podręczniki szkolne, które docierały na tereny wszystkich zaborów. Po wdrożeniu chromolitografii, czyli techniki druku kolorowego, nakłady się zwiększyły. Jedną z pierwszych oficyn, która zaczęła produkować publikacje z wykorzystaniem litografii kolorowej, była przeniesiona z Lublina do Warszawy oficyna założona przez Stanisława Arcta. Wydawała ona m.in. wiele utworów Marii Konopnickiej. Mimo wysokich cen dzieł wychodzących spod szyldu Arctów, które wynikały m.in. z dopracowanej szaty edytorskiej dzieł, zainteresowanie książkami dla dzieci rosło. Z czasem wydawnictwo postanowiło publikować też książki, których wartość nie była tak duża, dzięki czemu mogło je nabyć więcej osób. Pod koniec lat 60. XIX wieku powstało wydawnictwo Gebethner i Wolff, które wydało sporo znaczących tytułów w dziejach polskiej literatury dziecięcej. Oficyna opublikowała m.in. W pustyni i w puszczy Henryka Sienkiewicza i jako pierwsza publikowała książki o wysokich walorach artystycznych (szata edytorska, wartości wychowawcze utworów). W czasie II wojny światowej działała konspiracyjnie.
XX wiek to czas dynamicznego rozwoju wydawnictw specjalizujących się w książkach dla dzieci i młodzieży. W 1921 roku powstała funkcjonująca do dziś Nasza Księgarnia (wtedy jeszcze Nasza Księgarnia Związku Polskiego Nauczycielstwa Szkół Powszechnych). Celem oficyny było wydawanie podręczników i materiałów naukowych, jednak jej działalność szybko się rozszerzyła, a filie powstały na terenie całego kraju. Po wojnie uległa upaństwowieniu i przyjęła nazwę Instytutu Wydawniczego „Nasza Księgarnia”. Do czasów PRL-u było to jedyne tak duże wydawnictwo mające w swojej ofercie książki dla dzieci i młodzieży. W latach 60. i 70. rozwinęła się tzw. Polska Szkoła Ilustracji, w wyniku czego książki dla młodych czytelników osiągnęły wysoki poziom artystyczny. Po 1989 roku na rynku pojawiło się sporo nowych wydawnictw specjalizujących się w książce dziecięcej. W 1992 roku Nasza Księgarnia stała się ponownie wydawnictwem prywatnym i zaczęła funkcjonować jako Wydawnictwo „Nasza Księgarnia” Spółka z o.o.. W XXI wieku rozpoczęła się era wydawnictw lilipucich, takich jak Ezop czy Dwie Siostry. Aktualnie Nasza Księgarnia wciąż należy do największych wydawnictw książek dla dzieci i młodzieży w kraju, obok takich przedsiębiorstw jak Egmont-Polska, Media Rodzina czy Zielona Sowa.